# 480 km Spaja 1990
480 km Spaja 1990 je bila četrta dirka Svetovnega prvenstva športnih dirkalnikov v sezoni 1990. Odvijala se je 3. junija 1990.

## Rezultati
| Poz    | Razred | Št | Moštvo                           | Dirkači                              | Šasija                                    | Gume | Krogi |
| Poz    | Razred | Št | Moštvo                           | Dirkači                              | Motor                                     | Gume | Krogi |
| ------ | ------ | -- | -------------------------------- | ------------------------------------ | ----------------------------------------- | ---- | ----- |
| 1      | C      | 2  | Team Sauber Mercedes             | Jochen Mass Karl Wendlinger          | Mercedes-Benz C11                         | G    | 70    |
| 1      | C      | 2  | Team Sauber Mercedes             | Jochen Mass Karl Wendlinger          | Mercedes-Benz M119 5.0L Turbo V8          | G    | 70    |
| 2      | C      | 4  | Silk Cut Jaguar                  | Andy Wallace Jan Lammers             | Jaguar XJR-11                             | G    | 70    |
| 2      | C      | 4  | Silk Cut Jaguar                  | Andy Wallace Jan Lammers             | Jaguar JV6 3.5L Turbo V6                  | G    | 70    |
| 3      | C      | 23 | Nissan Motorsports International | Julian Bailey Kenny Acheson          | Nissan R90CK                              | D    | 70    |
| 3      | C      | 23 | Nissan Motorsports International | Julian Bailey Kenny Acheson          | Nissan VHR35Z 3.5L Turbo V8               | D    | 70    |
| 4      | C      | 22 | Spice Engineering                | Fermín Vélez                         | Spice SE90C                               | G    | 69    |
| 4      | C      | 22 | Spice Engineering                | Fermín Vélez                         | Ford Cosworth DFR 3.5L V8                 | G    | 69    |
| 5      | C      | 15 | Brun Motorsport                  | Oscar Larrauri Harald Huysman        | Porsche 962C                              | Y    | 69    |
| 5      | C      | 15 | Brun Motorsport                  | Oscar Larrauri Harald Huysman        | Porsche Type-935 3.0L Turbo Flat-6        | Y    | 69    |
| 6      | C      | 14 | Richard Lloyd Racing             | Manuel Reuter Steven Andskär         | Porsche 962C GTi                          | G    | 69    |
| 6      | C      | 14 | Richard Lloyd Racing             | Manuel Reuter Steven Andskär         | Porsche Type-935 3.0L Turbo Flat-6        | G    | 69    |
| 7      | C      | 7  | Joest Porsche Racing             | Bob Wollek Frank Jelinski            | Porsche 962C                              | M    | 69    |
| 7      | C      | 7  | Joest Porsche Racing             | Bob Wollek Frank Jelinski            | Porsche Type-935 3.2L Turbo Flat-6        | M    | 69    |
| 8      | C      | 1  | Team Sauber Mercedes             | Mauro Baldi Jean-Louis Schlesser     | Mercedes-Benz C11                         | G    | 68    |
| 8      | C      | 1  | Team Sauber Mercedes             | Mauro Baldi Jean-Louis Schlesser     | Mercedes-Benz M119 5.0L Turbo V8          | G    | 68    |
| 9      | C      | 10 | Porsche Kremer Racing            | Bernd Schneider Sarel van der Merwe  | Porsche 962CK6                            | Y    | 68    |
| 9      | C      | 10 | Porsche Kremer Racing            | Bernd Schneider Sarel van der Merwe  | Porsche Type-935 3.0L Turbo Flat-6        | Y    | 68    |
| 10     | C      | 24 | Nissan Motorsports International | Mark Blundell Gianfranco Brancatelli | Nissan R90CK                              | D    | 67    |
| 10     | C      | 24 | Nissan Motorsports International | Mark Blundell Gianfranco Brancatelli | Nissan VHR35Z 3.5L Turbo V8               | D    | 67    |
| 11     | C      | 27 | Obermaier Racing                 | Otto Altenbach Jürgen Lässig         | Porsche 962C                              | G    | 67    |
| 11     | C      | 27 | Obermaier Racing                 | Otto Altenbach Jürgen Lässig         | Porsche 3.0L Turbo Flat-6                 | G    | 67    |
| 12     | C      | 11 | Porsche Kremer Racing Convector  | Anthony Reid Anders Olofsson         | Porsche 962CK6                            | D    | 66    |
| 12     | C      | 11 | Porsche Kremer Racing Convector  | Anthony Reid Anders Olofsson         | Porsche Type-935 3.0L Turbo Flat-6        | D    | 66    |
| 13     | C      | 32 | Konrad Motorsport                | Franz Konrad Harri Toivonen          | Porsche 962C                              | G    | 65    |
| 13     | C      | 32 | Konrad Motorsport                | Franz Konrad Harri Toivonen          | Porsche Type-935 3.0L Turbo Flat-6        | G    | 65    |
| 14     | C      | 17 | Brun Motorsport                  | Massimo Sigala Bernard Santal        | Porsche 962C                              | Y    | 65    |
| 14     | C      | 17 | Brun Motorsport                  | Massimo Sigala Bernard Santal        | Porsche Type-935 3.0L Turbo Flat-6        | Y    | 65    |
| 15     | C      | 6  | Joest Racing                     | Henri Pescarolo Jean-Louis Ricci     | Porsche 962C                              | G    | 65    |
| 15     | C      | 6  | Joest Racing                     | Henri Pescarolo Jean-Louis Ricci     | Porsche Type-935 3.0L Turbo Flat-6        | G    | 65    |
| 16     | C      | 9  | Joest Porsche Racing             | Stanley Dickens "John Winter"        | Porsche 962C                              | M    | 65    |
| 16     | C      | 9  | Joest Porsche Racing             | Stanley Dickens "John Winter"        | Porsche Type-935 3.2L Turbo Flat-6        | M    | 65    |
| 17     | C      | 19 | Team Davey                       | Tim Lee-Davey Giovanni Lavaggi       | Porsche 962C                              | D    | 65    |
| 17     | C      | 19 | Team Davey                       | Tim Lee-Davey Giovanni Lavaggi       | Porsche Type-935 3.0L Turbo Flat-6        | D    | 65    |
| 18     | C      | 36 | Toyota Team Tom's                | Johnny Dumfries John Watson          | Toyota 89C-V                              | B    | 63    |
| 18     | C      | 36 | Toyota Team Tom's                | Johnny Dumfries John Watson          | Toyota R36V 3.6L Turbo V8                 | B    | 63    |
| 19     | C      | 28 | Chamberlain Engineering          | Cor Euser Mario Hytten               | Spice SE89C                               | G    | 63    |
| 19     | C      | 28 | Chamberlain Engineering          | Cor Euser Mario Hytten               | Ford Cosworth DFZ 3.5L V8                 | G    | 63    |
| 20     | C      | 12 | Courage Compétition              | Costos Los Bernard Thuner            | Cougar C24S                               | G    | 62    |
| 20     | C      | 12 | Courage Compétition              | Costos Los Bernard Thuner            | Porsche Type-935 3.0L Turbo Flat-6        | G    | 62    |
| 21     | C      | 39 | Swiss Team Salamin               | Antoine Salamin Luigi Taverna        | Porsche 962C                              | G    | 60    |
| 21     | C      | 39 | Swiss Team Salamin               | Antoine Salamin Luigi Taverna        | Porsche Type-935 3.0L Turbo Flat-6        | G    | 60    |
| 22     | C      | 34 | Equipe Alméras Fréres            | Jacques Alméras Jean-Marie Alméras   | Porsche 962C                              | G    | 58    |
| 22     | C      | 34 | Equipe Alméras Fréres            | Jacques Alméras Jean-Marie Alméras   | Porsche Type-935 2.8L Turbo Flat-6        | G    | 58    |
| 23     | C      | 40 | The Berkeley Team London         | Ranieri Randaccio "Stingbrace"       | Spice SE89C                               | G    | 58    |
| 23     | C      | 40 | The Berkeley Team London         | Ranieri Randaccio "Stingbrace"       | Ford Cosworth DFZ 3.5L V8                 | G    | 58    |
| 24     | C      | 30 | GP Motorsport                    | Jari Nurminen Quirin Bovy            | Spice SE89C                               | D    | 56    |
| 24     | C      | 30 | GP Motorsport                    | Jari Nurminen Quirin Bovy            | Ford Cosworth DFR 3.5L V8                 | D    | 56    |
| 25     | C      | 35 | Louis Descartes                  | François Migault Denis Morin         | ALD C289                                  | D    | 56    |
| 25     | C      | 35 | Louis Descartes                  | François Migault Denis Morin         | Ford Cosworth DFZ 3.5L V8                 | D    | 56    |
| 26 DNF | C      | 16 | Brun Motorsport                  | Jésus Pareja Walter Brun             | Porsche 962C                              | Y    | 62    |
| 26 DNF | C      | 16 | Brun Motorsport                  | Jésus Pareja Walter Brun             | Porsche Type-935 3.0L Turbo Flat-6        | Y    | 62    |
| 27 DNF | C      | 3  | Silk Cut Jaguar                  | Martin Brundle                       | Jaguar XJR-11                             | G    | 46    |
| 27 DNF | C      | 3  | Silk Cut Jaguar                  | Martin Brundle                       | Jaguar JV6 3.5L Turbo V6                  | G    | 46    |
| 28 DNF | C      | 8  | Joest Porsche Racing             | Jonathan Palmer Derek Bell           | Porsche 962C                              | M    | 43    |
| 28 DNF | C      | 8  | Joest Porsche Racing             | Jonathan Palmer Derek Bell           | Porsche Type-935 3.2L Turbo Flat-6        | M    | 43    |
| 29 DNF | C      | 29 | Chamberlain Engineering          | Nick Adams Charles Zwolsman          | Spice SE89C                               | G    | 40    |
| 29 DNF | C      | 29 | Chamberlain Engineering          | Nick Adams Charles Zwolsman          | Ford Cosworth DFZ 3.5L V8                 | G    | 40    |
| 30 DNF | C      | 13 | Courage Compétition              | Pascal Fabre Michel Trollé           | Cougar C24S                               | G    | 28    |
| 30 DNF | C      | 13 | Courage Compétition              | Pascal Fabre Michel Trollé           | Porsche Type-935 3.0L Turbo Flat-6        | G    | 28    |
| 31 DNF | C      | 26 | Obermaier Racing                 | Harald Grohs Jürgen Oppermann        | Porsche 962C                              | G    | 17    |
| 31 DNF | C      | 26 | Obermaier Racing                 | Harald Grohs Jürgen Oppermann        | Porsche Type-935 3.0L Turbo Flat-6        | G    | 17    |
| DNS    | C      | 21 | Spice Engineering                | Fermín Vélez Tim Harvey              | Spice SE90C                               | G    | -     |
| DNS    | C      | 21 | Spice Engineering                | Fermín Vélez Tim Harvey              | Ford Cosworth DFR 3.5L V8                 | G    | -     |
| DNS    | C      | 37 | Toyota Team Tom's                | Geoff Lees Aguri Suzuki              | Toyota 90C-V                              | B    | -     |
| DNS    | C      | 37 | Toyota Team Tom's                | Geoff Lees Aguri Suzuki              | Toyota R36V 3.6L Turbo V8                 | B    | -     |
| DNS    | C      | 41 | Alba Formula Team                | Marco Brand Fabio Mancini            | Alba AR20                                 | G    | -     |
| DNS    | C      | 41 | Alba Formula Team                | Marco Brand Fabio Mancini            | Subaru (Motori Moderni) 1235 3.5L Flat-12 | G    | -     |

## Statistika
- Najboljši štartni položaj - #1 Team Sauber Mercedes - 1:59.350
- Najhitrejši krog - #1 Team Sauber Mercedes - 2:06.211
- Povprečna hitrost - 178.916km/h